# 11 صفر
- السبت
- الأحد
- الاثنين
- الثلاثاء
- الأربعاء
- الخميس
- الجمعة

- 283 أغسطس 2024
- 294 أغسطس 2024
- 15 أغسطس 2024
- 26 أغسطس 2024
- 37 أغسطس 2024
- 48 أغسطس 2024
- 59 أغسطس 2024
- 610 أغسطس 2024
- 711 أغسطس 2024
- 812 أغسطس 2024
- 913 أغسطس 2024
- 1014 أغسطس 2024
- 1115 أغسطس 2024
- 1216 أغسطس 2024
- 1317 أغسطس 2024
- 1418 أغسطس 2024
- 1519 أغسطس 2024
- 1620 أغسطس 2024
- 1721 أغسطس 2024
- 1822 أغسطس 2024
- 1923 أغسطس 2024
- 2024 أغسطس 2024
- 2125 أغسطس 2024
- 2226 أغسطس 2024
- 2327 أغسطس 2024
- 2428 أغسطس 2024
- 2529 أغسطس 2024
- 2630 أغسطس 2024
- 2731 أغسطس 2024
- 281 سبتمبر 2024
- 292 سبتمبر 2024
- 303 سبتمبر 2024
- 14 سبتمبر 2024
- 25 سبتمبر 2024
- 36 سبتمبر 2024

11 صَفَر أو 11 صَفَر الخير أو 11 صَفَر المُظفَّر أو يوم 11 \ 2 (اليوم الحادي عشر من الشهر الثاني) هو اليوم الحادي والأربعين من أيَّام السنة وفق التقويم الهجري القمري (العربي). يبقى بعده 313 أو 314 يومًا لانتهاء السنة.

## أحداث
- 1213هـ -
  - قيام نابليون بونابرت قائد الحملة الفرنسية باحتلال مدينة القاهرة، بعد انتصاره على المماليك والحامية العثمانية في مدينة إمبابة، وكان ذلك إيذانًا بوقوع مصر تحت الاحتلال الفرنسي.
  - نابليون بونابرت يؤسس ديوان مدينة القاهرة بعد أن دخل الجيش الفرنسي إليها.
- 1339هـ - اعتراف إيطاليا بالشيخ سيدي إدريس رئيسًا للسنوسيين، مع منحه سلطات واسعة في منطقة الكفرة وغيرها من الواحات الليبية.
- 1356هـ - صدور جريدة «كل شيء مكشوف» الهزلية التي ساندت الحزب الدستوري الجديد بتونس وهاجمت الاستعمار الفرنسي لتونس بالأزجال والكاريكاتير والمقالات النقدية.
- 1386هـ - أمير دولة الكويت الشيخ صباح السالم الصباح يصدر مرسوم أميري يقضي بتعيين الشيخ جابر الأحمد الصباح وليًا للعهد وذلك بعد مبايعته في مجلس الأمة.
- 1409هـ - الرئيس اللبناني أمين الجميل وقبل نهاية ولايته بساعات يعلن تشكيل حكومة عسكرية برئاسة قائد الجيش العماد ميشال عون وذلك بعد فشل مجلس النواب بانتخاب رئيس للجمهورية ونهاية ولايته، ويقيل الحكومة المدنية والتي يرأسها بالنيابة سليم الحص.
- 1414هـ -
  - الفاتيكان تعترف بإسرائيل، بعد حوالي 28 سنة من تبرئة اليهود من دم المسيح، في المجمع الفاتيكاني الثاني.
  - البوسنيون ينتهون من العمل في حفر نفق يمر تحت «مطار سراييفو» كان منقذهم من حصار القوات الصربية لعاصمتهم.
- 1423هـ - إعادة افتتاح مكتبة الإسكندرية بعد أن اندثرت لأكثر من 1600 سنة وذلك بعد إعادة بنائها وتجهيزها بمساعدات دولية.
- 1440هـ - الملك الأردني عبد الله الثاني بن الحسين يُنهي اتفاقية تأجير أراضي الباقورة والغمّر لإسرائيل بعد انتهاء المدة حسب اتفاقية السلام الأردنية الإسرائيلية، وإسرائيل تُهدد بقطع المياه عن عمَّان.

## مواليد
- 1270هـ - عبد اللطيف بن عبد الرحمن الملا، قيه حنفي وقاضي سعودي.
- 1336هـ - أسمهان، مطربة وممثلة سورية مصرية.
- 1350هـ - صلاح قابيل، ممثل مصري.
- 1357هـ - عبد الرحمن الأبنودي، شاعر مصري.
- 1358هـ - نجاح العبد الله، ممثلة سورية.
- 1375هـ - شادية عبد الحميد، ممثلة مصرية.
- 1384هـ - محمد خير الجراح، ممثل سوري.
- 1402هـ -
  - مي كساب، مغنية وممثلة مصرية.
  - عذراء أكين، ممثلة وعارضة أزياء تركية.

## وفيات
- 356 هـ - سيف الدولة الحمداني، أمير الدولة الحمدانية في حلب.
- 1298 هـ - عبد الباقي الآلوسي، عالم مسلم عثماني عراقي.
- 1317 هـ - محمد علي جناح، مناضل مسلم ومؤسس دولة باكستان.
- 1365 هـ - عبد الحسين هوشمند راد، كاتب مقالات وسيرة إيراني.
- 1438 هـ - محمد سرور، داعية إسلامي سوري، يُنَسب إليه التيار السروري.

## وصلات خارجية
- موقع قصة الإسلام: حدث في شهر صفر.